# スタシース・チュルリョーニス
スタシース・チュルリョーニス（Stasys Čiurlionis、1887年4月24日 - 1944年10月1日）は、戦間期リトアニアの政治家。エンジニアでもあった。
兄に画家で作曲家のミカロユス・コンスタンティナス・チュルリョーニス、ピアニストのポヴィラス・チュルリョーニス、弟にオルガン奏者で音楽教師のヨナス・チュルリョーニス、妹に博物館学者のヴァレリヤ・チュルリョーニーテ＝カルジエネ、民俗音楽家で教授のヤドヴィーガ・チュルリョニーテがいる。

## 経歴
1908年、サンクトペテルブルクの学校を卒業、1908年から1911年までワルシャワ工科大学で学んだ。ワルシャワで学んでいた当時、ワルシャワに住むリトアニア人学生の団体の活動に参加した。1917年、キエフ工科大学を修了した。
1912年から1914年までロシア帝国軍で務め、1915年から1916年までキエフ県で働いた。1917年から1918年までキエフ県立ボグスワフ男子ギムナジウムで教師、1918年にはリーギシュケイ・ヨナス・ギムナジウムで教師として務めた。
1918年末から1919年初頭にかけて、アリートゥス郡知事を務め、1919年に大統領府長官を務めた。その後1919年から1924年までマリヤンポレ地区知事、1924年から1927年まで教育省高速道路局監査官および高速道路管理局局長、1927年5月3日から教育省長官、1928年2月4日から9月30日まで教育相、1928年から1929年までリトアニア・エンジニア・建築家協会会長を務めている。
1931年から1940年までは教職に携わった。1935年からはカウナス第1中等学校長、1936年からは国立カウナス第4ギムナジウム校長を務めた。また彼はリトアニア人民族主義連合の党員でもあった。1940年、リトアニアがソヴィエト連邦に占領され、ドイツへと亡命。その後1941年ドイツがリトアニアを占領、1943年に結核を患い、カウナスへと戻った。1944年、死去。